# Симонетти, Франческо (музыкант)
Франческо Симонетти (итал. Francesco Simonetti; 15 мая 1843, Неаполь — 30 июля 1904, Неаполь) — итальянский пианист и музыкальный педагог.
Окончил консерваторию Сан-Пьетро-а-Майелла, ученик Франческо Ланца. Дебютировал на концертной сцене в возрасте 13 лет, вызвав одобрительную оценку Саверио Меркаданте. С 1873 года преподавал в той же консерватории, среди его учеников Кайетано Трояни.
Автор многочисленных дидактических сочинений, а также редакций дидактических сочинений Муцио Клементи, Карла Черни, Даниэля Штейбельта.